# Unterhaltungssoftware Selbstkontrolle
USK (нім. Unterhaltungssoftware Selbstkontrolle) — організація, яка накладає вікові обмеження на відеоігри в Німеччині. Організація заснована у 1994. Від свого заснування організація розглянула близько 30 000 ігор.

## Рейтинг
Організація визначила 5 груп для оцінки будь-якої гри.
| Знак                                     | Назва німецькою                     | Переклад                                            | Опис | Приклади |
| ---------------------------------------- | ----------------------------------- | --------------------------------------------------- | --- | --- |
| Without age restrictions                 | Freigegeben ohne Altersbeschränkung | Без вікового обмеження                              | Ігри орієнтовані на дітей та молодь. Це можуть бути розвиваючі, настільні, карткові, спортивні ігри чи стрибанки. У грі жодним чином не присутні сцени порушення прав дітей. У них переважно відсутні сцени насильства і нема постійного напруження. Це ігри яскраві, дружні та не надто інтерактивні, а геймплей у них розрахований навіть для наймолодших гравців.                                                                   | Braid, Cruise Ship Secrets, Rockstar Games Table Tennis, Super Monkey Ball: Step & Roll                       |
| Restricted for those below the age of 6  | Freigegeben ab 6 Jahren             | Дозволенна у віці від 6 років                       | Ігри, які більш динамічні порівняно з USK-0. Бойові сцени можуть бути присутні, але мають бути представлені абстрактно (не мають виникати асоціації з реальністю). Бойові дії не мають мати негативного соціального відтінку. Гра не має спричиняти довготривалий стрес для молодих гравців. | Plants vs. Zombies, Scooby-Doo!, Sonic, Lego Harry Potter                                                     |
| Restricted for those below the age of 12 | Freigegeben ab zwölf Jahren         | Дозволенна у віці від 12 років                      | Події ігор відбуваються у історичному, футуристичному чи міфологічному контексті, щоб гравці могли себе дистанціювати від подій гри. Усі сцени насильства мають сприйматися як нереальні. Геймплей гри може бути складніший і вимагати від гравців абстрактно і логічно мислити а також більшу зорову та моторно-рухову координацію.                                                                                                   | Batman: The Brave and the Bold, Final Fantasy XIII, Firefighter, Lord of the Rings: The Adventures of Aragorn |
| Restricted for those below the age of 16 | Freigegeben ab sechzehn Jahren      | Дозволенна у віці від 16 років                      | Присутні акти насильства. Також можуть бути присутні військові дії в історичному контексті. Хоч в іграх цієї групи дозволено насильство, але заборонено будь-яким чином мотивувати до соціально-шкідливої поведінки. | Batman: Arkham Asylum, Canis Canem Edit, Command & Conquer 4, Mass Effect 2                                   |
| Restricted for those below the age of 18 | Keine Jugendfreigaben (Erwachsene)  | Заборонено для дітей (дозволено тільки повнолітнім) | Ігри, пов’язані із насильством. Такі ігри переважно буреть за основу військові конфлікти або сутички між бандитськими угрупуваннями. Тобто це ігри у яких вважається нормальними: сцени насильства у повсякденному житті, самосуд, реалістичні сцени насильства, більшість завдань містять насильство, применшення наслідків вчиненого насильства. До цієї групу не входять ігри, які якимось чином порушують законодавство Німеччини. | APB, Turok, Battlefield-Bad-Company-2, Fear-Files                                                             |